# مایکل لیپسان
 مایکل لیپسان (انگلیسی: Michal Lipson؛ زاده ۱۹۷۰) یک فیزیک‌دان اهل ایالات متحده آمریکا است.